# Poli (Włochy)
Poli – miejscowość i gmina we Włoszech, w regionie Lacjum, w prowincji Rzym.
Według danych na rok 2006 gminę zamieszkiwało 2297 osób, 109 os./km².
W miejscowości urodził się Michelangelo Conti, późniejszy papież Innocenty XIII.